# Конвой № 3628
Конвой № 3623 — японський конвой часів Другої світової війни, проведення якого відбувалось у червні — липні 1943 року.
Пунктом призначення конвою був атол Трук у центральній частині Каролінських островів, де ще до війни створили потужну базу японського ВМФ, з якої до лютого 1944 року провадились операції у цілому ряді архіпелагів. Вихідним пунктом став розташований у Токійській затоці порт Йокосука (саме звідси традиційно вирушала більшість конвоїв на Трук).
До складу конвою увійшли флотське судно-рефрижератор «Ірако» і транспорт «Хакусан-Мару» (мав, зокрема, на борту 274 пасажири), тоді як охорону забезпечував есмінець «Ікадзучі».
Загін вийшов із порту 28 червня 1943 року. Його маршрут пролягав через кілька традиційних районів патрулювання американських підводних човнів, які зазвичай діяли поблизу східного узбережжя Японського архіпелагу, поблизу островів Оґасавара, Маріанських островів і на підходах до Труку. Утім, цього разу перехід пройшов без інцидентів, і 6 липня конвой № 3628 успішно досягнув пункту призначення.